# Ижевская винтовка
«Ижевская винтовка» — всесоюзные и всероссийские соревнования по биатлону, проходящие с 1969 года.
Один из основных отборочных стартов для попадания в сборную на январские этапы Кубка Мира и Кубка IBU по биатлону. Олимпийский чемпион Евгений Редькин попал на Олимпиаду в Альбервиле 1992 благодаря победе на «Ижевской винтовке».
С 2000-х годов являются этапом Кубка и Чемпионата России по биатлону.

## История
Первые соревнования «Ижевская винтовка» прошли 13 декабря 1969 года в окрестностях Сарапула. Первым их победителем стал олимпийский чемпион Николай Пузанов. В 1970-е годы «винтовка» переехала в Ижевск и на протяжении нескольких лет проводилась на стрельбище «Ижсталь». Чуть позже в конце 1970-х годов генерал-майор Александр Демидов за счёт сэкономленных средств построил на армейском стрельбище возле посёлка Сосновый бор (ныне один из микрорайонов Ижевска) трёхэтажное здание и силами подчинённых проложил первые трассы. Уже в 1979 году здесь прошли первые официальные старты, а ныне комплекс носит имя построившего его генерала.
С первого сезона в рамках «Ижевской винтовки» проводились соревнования в индивидуальной гонке и эстафете среди мужчин и юниоров. С 1979 года проводится спринт, в отдельные годы проводилась гонка патрулей и другие дисциплины. В 1986 году впервые проведены соревнования среди женщин.

## Результаты

### Сезон 2007/08
| Дата     | Гонка                         | Победитель      |
| -------- | ----------------------------- | --------------- |
| 21.12.07 | Индивидуальная гонка, женщины | Яна Романова    |
| 21.12.07 | Индивидуальная гонка, мужчины |                 |
| 23.12.07 | Спринт, женщины               | Анна Кунаева    |
| 23.12.07 | Спринт, мужчины               | Максим Максимов |

### Сезон 2008/09
Из-за неблагоприятных погодных условий «Ижевская винтовка» была перенесена в Новосибирск и Уват.
| Дата     | Гонка                         | Победитель      |
| -------- | ----------------------------- | --------------- |
| 26.12.08 | Индивидуальная гонка, женщины | Ольга Анисимова |
| 27.12.08 | Индивидуальная гонка, мужчины | Евгений Устюгов |
| 27.12.08 | Спринт, женщины               | Ольга Анисимова |
| 27.12.08 | Спринт, мужчины               |                 |

### Сезон 2009/10
| Дата     | Гонка                         | Победитель                                                                      |
| -------- | ----------------------------- | ------------------------------------------------------------------------------- |
| 22.12.09 | Эстафета, женщины             | Сборная Тюмени (Елена Козак, Марина Коровина, Анна Сорокина, Юлия Корнелюк)     |
| 23.12.09 | Эстафета, мужчины             | Мордовия (Владислав Моисеев, Марсель Шарипов, Павел Магазеев, Владимир Семаков) |
| 24.12.09 | Индивидуальная гонка, женщины | Наталья Сорокина                                                                |
| 25.12.09 | Индивидуальная гонка мужчины  | Антон Шипулин                                                                   |
| 26.12.09 | Спринт, женщины               | Анна Булыгина                                                                   |
| 27.12.09 | Спринт, мужчины               | Иван Черезов                                                                    |

### Сезон 2010/11
| Дата     | Гонка                         | Победитель                                                                          |
| -------- | ----------------------------- | ----------------------------------------------------------------------------------- |
| 21.12.10 | Эстафета, мужчины             | Сборная Тюмени (Алексей Чурин, Сергей Баландин, Олег Колодийчук, Евгений Гараничев) |
| 21.12.10 | Эстафета, женщины             | Сборная Тюмени (Елена Козак, Екатерина Воронцова, Ирина Трусова, Анна Сорокина)     |
| 23.12.10 | Индивидуальная гонка, женщины | Екатерина Юрлова                                                                    |
| 23.12.10 | Индивидуальная гонка, мужчины | Анатолий Локтионов                                                                  |
| 25.12.10 | Спринт, женщины               | Наталья Сорокина                                                                    |
| 26.12.10 | Спринт, мужчины               | Максим Максимов                                                                     |

### Сезон 2011/12
| Дата     | Гонка                         | Победитель                                                                          |
| -------- | ----------------------------- | ----------------------------------------------------------------------------------- |
| 20.12.11 | Эстафета, женщины             | Сборная Тюмени (Анастасия Загоруйко, Анна Булыгина, Марина Коровина, Анна Сорокина) |
| 20.12.11 | Эстафета, мужчины             | Сборная Мордовии (Дмитрий Блинов, Виктор Васильев, Владимир Семаков, Артём Ушаков)  |
| 22.12.11 | Индивидуальная гонка, женщины | Яна Романова                                                                        |
| 23.12.11 | Индивидуальная гонка, мужчины | Андрей Соломенников                                                                 |
| 24.12.11 | Спринт, женщины               | Анна Булыгина                                                                       |
| 25.12.11 | Спринт, мужчины               | Александр Логинов                                                                   |

### Сезон 2012/13
| Дата     | Гонка                         | Победитель       |
| -------- | ----------------------------- | ---------------- |
| 19.12.12 | Эстафета, женщины             | отменены         |
| 19.12.12 | Эстафета, мужчины             | отменены         |
| 20.12.12 | Спринт, женщины               | Анна Кунаева     |
| 21.12.12 | Спринт, мужчины               | Сергей Клячин    |
| 22.12.12 | Индивидуальная гонка, женщины | Лариса Кузнецова |
| 23.12.12 | Индивидуальная гонка, мужчины | Николай Елисеев  |

### Сезон 2013/14
| Дата     | Гонка                         | Победитель                                                                      |
| -------- | ----------------------------- | ------------------------------------------------------------------------------- |
| 17.12.13 | Эстафета, женщины             | отменена                                                                        |
| 17.12.13 | Эстафета, мужчины             | Сборная Тюмени (Сергей Баландин, Олег Колодийчук, Илья Серков, Максим Максимов) |
| 19.12.13 | Спринт, женщины               | Екатерина Глазырина                                                             |
| 20.12.13 | Спринт, мужчины               | Максим Максимов                                                                 |
| 21.12.13 | Индивидуальная гонка, женщины | Галина Нечкасова                                                                |
| 22.12.13 | Индивидуальная гонка, мужчины | Ростислав Мусалимов                                                             |

### Сезон 2014/15
| Дата     | Гонка                         | Победитель                                                                                     |
| -------- | ----------------------------- | ---------------------------------------------------------------------------------------------- |
| 23.12.14 | Эстафета, мужчины             | Красноярский край (Сергей Корастылев, Никита Овчинников, Максим Буртасов, Тимур Махамбетов)    |
| 23.12.14 | Эстафета, женщины             | Красноярский край (Маргарита Васильева, Татьяна Окулова, Ольга Филиппова, Виолетта Закурдаева) |
| 25.12.14 | Индивидуальная гонка, женщины | Анна Щербинина                                                                                 |
| 26.12.14 | Индивидуальная гонка, мужчины | Антон Бабиков                                                                                  |
| 27.12.14 | Спринт, женщины               | Галина Нечкасова                                                                               |
| 28.12.14 | Спринт, мужчины               | Александр Печёнкин                                                                             |

### Сезон 2015/16
| Дата     | Гонка                         | Победитель                                                                                    |
| -------- | ----------------------------- | --------------------------------------------------------------------------------------------- |
| 22.12.15 | Эстафета, мужчины             | ХМАО-Югра-2 (Денис Николаев, Вадим Филимонов, Сергей Караулов, Иван Томилов)                  |
| 22.12.15 | Эстафета, женщины             | ХМАО-Югра-1 (Екатерина Аввакумова, Кристина Мельникова, Ольга Филиппова, Виолетта Закурдаева) |
| 24.12.15 | Индивидуальная гонка, мужчины | Иван Черезов                                                                                  |
| 25.12.15 | Индивидуальная гонка, женщины | Анастасия Загоруйко                                                                           |
| 26.12.15 | Спринт, мужчины               | Александр Печёнкин                                                                            |
| 27.12.15 | Спринт, женщины               | Татьяна Акимова                                                                               |

### Сезон 2016/17
| Дата     | Гонка                         | Победитель                                                                |
| -------- | ----------------------------- | ------------------------------------------------------------------------- |
| 22.12.16 | Эстафета, мужчины             | ХМАО-Югра-1 (Дмитрий Иванов, Иван Томилов, Семён Сучилов, Алексей Корнев) |
| 23.12.16 | Индивидуальная гонка, мужчины | Александр Логинов                                                         |
| 24.12.16 | Индивидуальная гонка, женщины | Светлана Слепцова                                                         |
| 25.12.16 | Спринт, мужчины               | Дмитрий Малышко                                                           |
| 26.12.16 | Спринт, женщины               | Ирина Услугина                                                            |

### Сезон 2017/18
| Дата     | Гонка                         | Победитель                                                                       |
| -------- | ----------------------------- | -------------------------------------------------------------------------------- |
| 17.12.17 | Эстафета, мужчины             | ХМАО-Югра-2 (Ярослав Иванов, Евгений Боярских, Вадим Филимонов, Михаил Боярских) |
| 20.12.17 | Индивидуальная гонка, мужчины | Юрий Шопин                                                                       |
| 20.12.17 | Индивидуальная гонка, женщины | Анастасия Загоруйко                                                              |
| 22.12.17 | Спринт, мужчины               | Юрий Шопин                                                                       |
| 22.12.17 | Спринт, женщины               | Ирина Услугина                                                                   |
| 23.12.17 | Спринт, мужчины               | Дмитрий Малышко                                                                  |
| 23.12.17 | Спринт, женщины               | Ирина Услугина                                                                   |

### Сезон 2018/19
| Дата     | Гонка                         | Победитель        |
| -------- | ----------------------------- | ----------------- |
| 26.12.18 | Индивидуальная гонка, женщины | Наталья Гербулова |
| 26.12.18 | Спринт, мужчины               | Алексей Слепов    |
| 27.12.18 | Спринт, мужчины               | Вадим Филимонов   |
| 28.12.18 | Спринт, женщины               | Елизавета Каплина |
| 29.12.18 | Индивидуальная гонка, мужчины | Семён Сучилов     |
| 29.12.18 | Спринт, женщины               | Светлана Миронова |

### Сезон 2019/20
| Дата     | Гонка                         | Победитель          |
| -------- | ----------------------------- | ------------------- |
| 26.12.19 | Индивидуальная гонка, женщины | Ульяна Кайшева      |
| 26.12.19 | Спринт, мужчины               | Алексей Слепов      |
| 28.12.19 | Индивидуальная гонка, мужчины | Алексей Слепов      |
| 28.12.19 | Спринт, женщины               | Ульяна Кайшева      |
| 29.12.19 | Спринт, мужчины               | Ильназ Мухамедзянов |
| 29.12.19 | Спринт, женщины               | Евгения Павлова     |

### Сезон 2020/21
| Дата     | Гонка                         | Победитель       |
| -------- | ----------------------------- | ---------------- |
| 24.12.20 | Индивидуальная гонка, женщины | Лариса Куклина   |
| 25.12.20 | Индивидуальная гонка, мужчины | Кирилл Стрельцов |
| 26.12.20 | Спринт, женщины               | Тамара Воронина  |
| 27.12.20 | Спринт, мужчины               | Семён Сучилов    |
| 27.12.20 | Спринт, женщины               | Ольга Мощенкова  |
| 28.12.20 | Спринт, мужчины               | Семён Сучилов    |

### Сезон 2021/22
| Дата     | Гонка                         | Победитель        |
| -------- | ----------------------------- | ----------------- |
| 25.12.21 | Индивидуальная гонка, женщины | Виктория Сливко   |
| 25.12.21 | Индивидуальная гонка, мужчины | Евгений Идинов    |
| 26.12.21 | Спринт, женщины               | Виктория Сливко   |
| 26.12.21 | Спринт, мужчины               | Никита Поршнев    |
| 27.12.21 | Спринт, женщины               | Анастасия Егорова |
| 27.12.21 | Спринт, мужчины               | Евгений Сидоров   |

### Сезон 2022/23
| Дата     | Гонка                         | Победитель           |
| -------- | ----------------------------- | -------------------- |
| 23.02.23 | Индивидуальная гонка, женщины | Лариса Куклина       |
| 23.02.23 | Индивидуальная гонка, мужчины | Кирилл Бажин         |
| 25.02.23 | Суперпасьют, женщины          | Тамара Дербушева     |
| 25.02.23 | Суперпасьют, мужчины          | Александр Поварницын |
| 26.02.23 | Большой масс-старт, женщины   | Виктория Сливко      |
| 26.02.23 | Большой масс-старт, мужчины   | Ильназ Мухамедзянов  |

### Сезон 2023/24
| Дата     | Гонка                         | Победитель        |
| -------- | ----------------------------- | ----------------- |
| 18.01.24 | Индивидуальная гонка, женщины | Анастасия Гореева |
| 18.01.24 | Индивидуальная гонка, мужчины | Дмитрий Лазовский |
| 20.01.24 | Спринт, женщины               | Наталия Шевченко  |
| 20.01.24 | Спринт, мужчины               | Иван Тулатин      |
| 21.01.24 | Большой масс-старт, женщины   | Виктория Сливко   |
| 21.01.24 | Большой масс-старт, мужчины   | Антон Бабиков     |